# Scheepsroutes in de Noordelijke IJszee

Map van de arctische regio die de noordwestelijke (groen), de transpolaire (geel) en de noordoostelijke doorvaart (roze) toont.

De scheepsroutes in de Noordelijke IJszee zijn de vaarwegen die gebruikt worden door de schepen om door de Noordelijke IJszee te varen.
Er zijn drie hoofdroutes die de Atlantische en de Grote Oceaan verbinden:
- de Noordoostelijke Doorvaart, waartoe de Noordelijke Zeeroute behoort. Deze loopt langs de noordkust van Rusland.
- de Noordwestelijke Doorvaart. Deze loopt door de Canadese archipel.
- Daarnaast is er nog de Transpolaire Zeeroute, recht over de geografische noordpool, die de kortste verbinding vormt en niet door territoriale wateren loopt. Deze route is momenteel echter alleen bevaarbaar door zeer sterke ijsbrekers en door duikboten, maar de verwachting is dat deze route vanaf 2030 commercieel interessant kan gaan worden vanwege de opwarming van de Aarde en het smelten van het zee-ijs.[1]